# Atletik under sommer-OL 2020 - 1500 meter løb (herrer)
Mændenes 1500 meter ved sommer-OL 2020 i Tokyo blev afholdt på Japans nationalstadion fra 3. august til 7. august.

## Resultater

### Indledende heats
Kvalifikationsregel: De første 6 i hvert heat (Q) plus de hurtigste seks ellers (q) kvalificerede sig til semifinalerne.

#### Heat 1
| Placering | Udøvere            | Nation         | Tid     | Kommentarer |
| --------- | ------------------ | -------------- | ------- | ----------- |
| 1         | Ismael Debjani     | Belgien        | 3.36,00 | Q           |
| 2         | Timothy Cheruiyot  | Kenya          | 3.36,01 | Q           |
| 3         | Ollie Hoare        | Australien     | 3.36,09 | Q           |
| 4         | Cole Hocker        | USA            | 3.36,16 | Q           |
| 5         | Abdelatif Sadiki   | Marokko        | 3.36,23 | Q           |
| 6         | Michał Rozmys      | Polen          | 3.36,28 | Q           |
| 7         | Josh Kerr          | Storbritannien | 3.36,29 | q           |
| 8         | Ignacio Fontes     | Spanien        | 3.36,95 | q           |
| 9         | Samuel Tefera      | Etiopien       | 3.37,98 |             |
| 10        | Filip Ingebrigtsen | Norge          | 3.38,02 |             |
| 11        | Amos Bartelsmeyer  | Tyskland       | 3.38,36 |             |
| 12        | István Szögi       | Ungarn         | 3.38,79 |             |
| 13        | Abraham Guem       | Sydsudan       | 3.40,86 | PB          |
| 14        | Alexis Miellet     | Frankrig       | 3.41,23 |             |
| 15        | Adam Ali Musab     | Qatar          | 3.42,55 |             |
| 16        | Felisberto de Deus | Østtimor       | 3.51,03 | NR          |

#### Heat 2
| Placering | Udøvere                 | Nation           | Tid     | Kommentarer |
| --------- | ----------------------- | ---------------- | ------- | ----------- |
| 1         | Abel Kipsang            | Kenya            | 3.40,68 | Q           |
| 2         | Matthew Centrowitz      | USA              | 3.41,12 | Q           |
| 3         | Jake Wightman           | Storbritannien   | 3.41,18 | Q           |
| 4         | Azeddine Habz           | Frankrig         | 3.41,24 | Q           |
| 5         | Samuel Zeleke           | Etiopien         | 3.41,63 | Q           |
| 6         | Charles Grethen         | Luxembourg       | 3.41,90 | Q           |
| 7         | Jye Edwards             | Australien       | 3.42,62 |             |
| 8         | Sadik Mikhou            | Bahrain          | 3.42,87 |             |
| 9         | Sam Tanner              | New Zealand      | 3.43,22 |             |
| 10        | Ali Idow Hassan         | Somalia          | 3.43,96 | PB          |
| 11        | Anass Essayi            | Marokko          | 3.45,92 |             |
| 12        | Jesús Gómez             | Spanien          | 3.47,27 | qR          |
| 13        | Thiago André            | Brasilien        | 3.47,71 |             |
| 14        | Benjamin Enzema         | Ækvatorialguinea | 3.48,17 |             |
| 15        | Marcin Lewandowski      | Polen            |         | qR          |
| --        | Abdirahman Saeed Hassan | Qatar            |         | DNF         |

#### Heat 3
| Placering | Udøvere             | Nasjon                   | Tid     | Kommentarer |
| --------- | ------------------- | ------------------------ | ------- | ----------- |
| 1         | Jake Heyward        | Storbritannien           | 3.36,14 | Q           |
| 2         | Teddese Lemi        | Etiopien                 | 3.36,26 | Q           |
| 3         | Stewart McSweyn     | Australien               | 3.36,39 | Q           |
| 4         | Jakob Ingebrigtsen  | Norge                    | 3.36,49 | Q           |
| 5         | Robert Farken       | Tyskland                 | 3.36,61 | Q           |
| 6         | Adel Mechaal        | Spanien                  | 3.36,74 | Q, SB       |
| 7         | Nick Willis         | New Zealand              | 3.36,88 | q, SB       |
| 8         | Andrew Coscoran     | Irland                   | 3.37,11 | q           |
| 9         | Ayanleh Souleiman   | Djibouti                 | 3.37,25 | q, SB       |
| 10        | Charles Simotwo     | Kenya                    | 3.37,26 | q           |
| 11        | Baptiste Mischler   | Frankrig                 | 3.37,53 |             |
| 12        | Kalle Berglund      | Sverige                  | 3.49,43 |             |
| 13        | Paulo Amotun Lokoro | Olympiske flygtningehold | 3.51,78 | SB          |
| --        | Soufiane El Bakkali | Marokko                  |         | DNF         |
| --        | Ronald Musagala     | Uganda                   |         | DNF         |
| --        | Yared Nuguse        | USA                      |         | DNS         |

### Semifinaler
Kvalifikationsregler: De fem første udøverne i hvert heat (Q) og de to hurtigste ellers (q) gikk videre til Finalen.

#### Semifinale 1
| Placering | Udøvere            | Nation         | Tid     | Kommentarer |
| --------- | ------------------ | -------------- | ------- | ----------- |
| 1         | Jake Wightman      | Storbritannien | 3.33,48 | Q, SB       |
| 2         | Cole Hocker        | USA            | 3.33,87 | Q, PB       |
| 3         | Timothy Cheruiyot  | Kenya          | 3.33,95 | Q           |
| 4         | Ollie Hoare        | Australien     | 3.34,35 | Q           |
| 5         | Ignacio Fontes     | Spanien        | 3.34,49 | Q           |
| 6         | Charles Simotwo    | Kenya          | 3.34,61 |             |
| 7         | Teddese Lemi       | Etiopien       | 3.34,81 |             |
| 8         | Robert Farken      | Tyskland       | 3.35,21 |             |
| 9         | Nick Willis        | New Zealand    | 3.35,41 | SB          |
| 10        | Andrew Coscoran    | Irland         | 3.35,84 |             |
| 11        | Ismael Debjani     | Belgien        | 3.42,18 |             |
| —         | Ayanleh Souleiman  | Djibouti       | DNF     |             |
| —         | Marcin Lewandowski | Polen          | DNF     |             |

#### Semifinale 2
| Placering | Udøvere            | Nation         | Tid     | Kommentarer |
| --------- | ------------------ | -------------- | ------- | ----------- |
| 1         | Abel Kipsang       | Kenya          | 3.31,65 | Q, OR       |
| 2         | Jakob Ingebrigtsen | Norge          | 3.32,13 | Q           |
| 3         | Josh Kerr          | Storbritannien | 3.32,18 | Q           |
| 4         | Adel Mechaal       | Spanien        | 3.32,19 | Q, PB       |
| 5         | Stewart McSweyn    | Australien     | 3.32,54 | Q           |
| 6         | Jake Heyward       | Storbritannien | 3.32,82 | q, PB       |
| 7         | Charles Grethen    | Luxembourg     | 3.32,86 | q, NR       |
| 8         | Abdelatif Sadiki   | Marokko        | 3.33,59 | PB          |
| 9         | Matthew Centrowitz | USA            | 3.33,69 | SB          |
| 10        | Azeddine Habz      | Frankrig       | 3.35,12 |             |
| 11        | Samuel Zeleke      | Etiopien       | 3.37,66 |             |
| 12        | Jesús Gómez        | Spanien        | 3:44.46 |             |
| 13        | Michał Rozmys      | Polen          | 3.54,53 | qR          |

### Finale
| Placering                        | Udøvere            | Nation         | Tid     | Kommentarer |
| -------------------------------- | ------------------ | -------------- | ------- | ----------- |
| 1                                | Jakob Ingebrigtsen | Norge          | 3:28.32 | NR, OR ER   |
| 2. plads, sølvmedaljemodtager(e) | Timothy Cheruiyot  | Kenya          | 3:29.01 |             |
| 3                                | Josh Kerr          | Storbritannien | 3:29.05 | PB          |
| 4                                | Abel Kipsang       | Kenya          | 3:29.56 | PB          |
| 5                                | Adel Mechaal       | Spanien        | 3:30.77 | PB          |
| 6                                | Cole Hocker        | USA            | 3:31.40 | PB          |
| 7                                | Stewart McSweyn    | Australien     | 3:31.91 |             |
| 8                                | Michał Rozmys      | Polen          | 3:32.67 | PB          |
| 9                                | Jake Heyward       | Storbritannien | 3:34.43 |             |
| 10                               | Jake Wightman      | Storbritannien | 3:35.09 |             |
| 11                               | Ollie Hoare        | Australien     | 3:35.79 |             |
| 12                               | Charles Grethen    | Luxembourg     | 3:36.80 |             |
| 13                               | Ignacio Fontes     | Spanien        | 3:38.56 |             |